# Zamarada ioura
Zamarada ioura là một loài bướm đêm trong họ Geometridae.